# Cicle vital dels virus
Els virus són similars a la resta d'éssers vius, però hi ha diferències. Una de les raons per considerar els virus com a éssers vius és que un virus ha de replicar-se i crear descendència. Tanmateix, a diferència de la resta d'organismes, un virus no pot viure sol. Només és actiu quan es replica dins d'un hoste, utilitzant els seus recursos i nutrients. Un cop dins l'hoste, l'únic objectiu d'un virus és fer tantes còpies de si mateix com pugui, i infectar altres cèl·lules. Tot el que es fa per millorar la seva aptitud i augmentar el nombre de descendents. Generalment, els virus no són considerats éssers vius, car no poden viure sols.

## Vista general
Com ja s'ha dit, el cicle vital dels virus depèn d'una cèl·lula hoste. Un virus és incapaç de replicar-se per si sol o d'utilitzar matèries primeres per a sobreviure. Per tant, un virus roman dorment fins que és capaç d'infectar un hoste, activar-se i replicar-se. Alguns virus poden viure en un medi obert durant un breu període, en alguns casos, només unes hores. Per tant, els virus utilitzen el mètode més eficient per a trobar un hoste, multiplicar-se i estendre's a nous hostes.

## Exposició de l'hoste
Les infeccions víriques solen produir-se quan un virus entra dins l'hoste, per mitjà de:
- una obertura física (un tall a la pell)
- inoculació directa (picada de mosquit[2])
- infecció directa de la superfície mateixa (inhalació del virus a la tràquea[3])

Normalment, el virus no pot accedir a potencials cèl·lules susceptibles fins que ha entrat dins l'hoste.

## Penetració
Per tal que el virus es pugui reproduir i, per tant, produir una infecció, ha d'entrar a les cèl·lules de l'organisme hoste i utilitzar els materials d'aquestes cèl·lules. Per tal d'entrar a les cèl·lules, les proteïnes de la superfície del virus interaccionen amb proteïnes de la cèl·lula. Té lloc una unió, o adsorció, entre la partícula vírica i la membrana cel·lular de l'hoste. Es forma un forat a la membrana cel·lular, i aleshores el virus o el seu material genètic són alliberats a la cèl·lula hoste, on ja pot començar la reproducció vírica.

## Replicació
Posteriorment, el virus ha de prendre el control dels mecanismes de replicació de la cèl·lula hoste. En aquest punt, es fa una distinció entre la susceptibilitat i la permissibilitat de la cèl·lula hoste. La permissibilitat determina el resultat de la infecció. Un cop el virus ha pres el control i el medi està preparat perquè el virus comenci a produir còpies de si mateix, la replicació té lloc ràpidament.

## Vessament
Un cop el virus ha produït moltes còpies de si mateix, normalment ha exhaurit els recursos de la cèl·lula. Aquesta ja no és útil pel virus, que ha de trobar un nou hoste. El procés pel qual la descendència d'un virus és alliberada perquè trobi nous hostes rep el nom de vessament. Es tracta de l'última etapa del cicle vital dels virus.

## Latència
Alguns virus poden "amagar-se" dins una cèl·lula, o bé per a evitar les defenses de l'hoste (o sistema immunitari) o bé perquè simplement al virus no li interessa replicar-se contínuament. Això rep el nom de latència. Durant aquest temps, el virus no produeix descendència, i roman inactiu fins que estímuls externs (com ara llum o estrès) el facin activar-se.